# Lucio Ballesteros
Lucio Ballesteros Jaime (Utiel, 1906-Valencia, 1 de julio de 2008) fue un periodista y poeta español.

## Biografía
Nació en la localidad valenciana de Utiel en 1906 en la calle Cavera. La calle donde nació y vivió le marcó estos primeros años pues estaba en el centro de la vida económica y social del gran Utiel de principios del siglo XX. Muy pronto, con tan solo quince años, se traslada a vivir a Valencia pasando por varios trabajos a lo largo de su vida: aprendiz en un taller de sombreros de paja, camarero, trabajó en un quiosco, y en un taller de tejidos (de donde salió enfermo y con salud deteriorada que acarreo el resto de su vida). Hasta que le encontró uno de oficinista donde ejerció muchos años y le resultó, como él dijo, “vitalicio hasta jubilarme con más de medio siglo de ocupación fija”.
Con 25 años formó parte como ninot en una de las fallas del Mercado de Colón.

Pero no fue hasta los 40 años cuando se dedicó a escribir con asiduidad. Comienza a escribir sus trabajos, en prosa y en verso que son publicados en periódicos como Las Provincias  o La Correspondencia de Valencia y en revistas  como La Semana Gráfica o Valencia Atracción. También participa, como redactor, en la Hoja del Lunes de Valencia con una popular sección llamada “la Brújula de los domingos”.
Mantuvo una buena relación con los escritores y artistas valencianos de la Segunda República como Lalo Muñoz, Genaro Lahuerta, José Renau, Juan Renau, Pascual Pla y Beltrán, Francisco Almela y Vives y José Ombuena entre otros, asistiendo a las reuniones literarias de la Sala Blava. Participó en tertulias literarias en el “bar Galicia” y posteriormente en “el Gato Negro” donde surgirá en 1949 la Agrupación literaria “Amigos de la Poesía de Valencia”, de la que será socio fundador junto a Ricardo de Val Muñoz y otros escritores y artistas. También fue tertuliano del “café Colon”.
En diciembre del año 1999 fue nombrado Hijo Predilecto de Utiel, su hija Amparo recogió el título y entregó al M.I. Ayuntamiento de Utiel un poema que Lucio Ballesteros Jaime había escrito para la ocasión, titulado "Padre mío Utiel". En la ciudad ha recibido diversos homenajes y muestras de cariño de amigos y poetas, muchos son los que le han dedicado poesías, como María Pérez Yuste, José Enrique Ejarque Ejarque o Jesús Platero Briz.
Falleció el 1 de julio de 2008 en Valencia y fue enterrado en el cementerio de Utiel.
El once de diciembre de 2015 la Asociación Cultural Serratilla en colaboración con el Ayuntamiento de la localidad le dedica un homenaje en la Casa de Cultura de Utiel en reconocimiento a su persona y su obra. Ese mismo día se inauguró un mural cerámico en su casa natal en la calle Cavera.

## Obra
Autor de diversos libros de poemas, uno de los primeros “Impresiones Líricas” fue prologado por  el catedrático don Juan de Contreras López de Ayala,  marqués  de Lozoya.
Libros de poesía
- Impresiones líricas (1930)
- Poesías (1934)
- Aún. Libro de amor y poesía (1940)
- Poemas del Alba (1942)
- Tiempo feliz. Poemas de infancia (1943)
- Abril en los labios (1944)
- Toda la vida (1944)
- Alma sin eco.
- Verónica (1945)
- Veinte poemas fútiles (1946)
- Arruza (1946)
- Aire para tu sombra
- Otros vienen detrás (1949)
- Horas de oficina (1950)
- El aire dormido en la rama (1951)
- Hablo del sueño (1952)
- Tiempo de ti (1953)
- Cantos fundamentales (1954)
- Hablo de mi (1954)
- Límite de la Rosa.
- Tiempo de amor (1957)
- Caudal (1958)
- Oyendo a la cigarra (1959)
- Versos para alumbrar la Navidad (1959)
- Canciones a mar y río (1960-Prólogo Vicente Andrés Estellés)
- Cancionero de Utiel (1961)
- Cantares (1963)
- Poesía de Cuenca (1963)
- Canciones (1964)
- 25 sonetos asonantes (1967)
- 37 décimas (1967)
- Son y alabanza de la primavera (1968)
- Contreras (1967)
- Los sueños y otros poemas (1969)
- Villancicos (1969)
- Poemas de infancia (1972)
- Aire para tu sombra

Entre sus libros en prosa destacaron "Así" (1953) y "Vivir y pensar" (1947), y se le recuerda por los poemas manuscritos e ilustrados por el mismo y sus nietos, que en Navidad repartía entre sus amigos. También colaboró en diversos libros de la feria y fiestas de Utiel, San Isidro y en libros falleros tanto de Utiel como de Valencia.

### Características de su obra literaria
Sobre el libro “Impresiones Líricas”, la prensa señala en 1934: 
En este libro de versos se muestra un poeta… Aquí hay lo que necesita el verso para ser poesía: emoción, una emoción ardiente y casi religiosa sugerida por varios temas o al choque de cualquier sensación espiritual…
Para el profesor y maestro José Enrique Ejarque Ejarque:
Lucio Ballesteros nos regaló la modestia de lo simple, la sencillez desnuda de lo eterno. Sus versos son como un aliento fresco. Muy lejos de riquezas y oropeles, nos ofrece la inocencia, la lágrima, el reflejo. No es eclosión de luz, ¡es mucho más! es el tenue destello de un simple y hogareño candil que ilumina, sin desdibujarlo con cromatismos necios, sin colores chillones, su pequeño universo. Intenta decirnos que todo el mundo cabe en un verso, lo mismo que en el cubo diminuto de un niño se puede cobijar todo un océano.
Son versos para pasar por ellos de puntillas, con el comedido intento de no despertarlos, de no ultrajar sus desgarros silenciosos. De métrica concisa, con esa brevedad con la que definió Bécquer a sus Rimas: “como una chispa fugaz que hiere el sentimiento con una palabra y huye”. En esa sencillez radica la emoción del susurro hecho murmullo de su pequeño y Magro río, del lamento del chopo mecido por le viento, de los correteos infantiles por aquel Utiel de su niñez,…
En su epitafio rezan sus versos:
“De Utiel salí con el alma
tierna de paz y de afecto.
Y a Utiel, amante y soñando
con mis soledades vuelvo.”